# Symmoca signella
Symmoca signella is een vlinder uit de familie dominomotten (Autostichidae). De wetenschappelijke naam is voor het eerst geldig gepubliceerd in 1796 door Hübner.
Deze vlinder komt voor in Europa.